# Into the Blue
Into the Blue is een Amerikaanse film uit 2005 van John Stockwell. Het was de eerste film die in coproductie werd gemaakt door Metro-Goldwyn-Mayer en Sony Pictures. De hoofdrollen worden vertolkt door Paul Walker en Jessica Alba.

## Verhaal
De film opent met een vrachtvliegtuig dat in een storm vliegt. Het wordt geraakt door de bliksem en stort neer in zee.
Jared en Sam zijn een koppel dat in een woonwagen woont op de Bahama's. Sam werkt in het lokale themapark Atlantis en Jared is een werkloze duiker die een lekke boot bezit waarmee hij hoopt ooit een schat te vinden.
Dan komt Jareds vriend Bryce op vakantie op het eiland met zijn vriendin Amanda die hij één dag eerder leerde kennen. Bryce is advocaat en bij wijze van betaling kreeg hij van een klant een villa en een motorboot op het eiland. Met die boot gaan ze met vieren de zee op om te gaan duiken. Zoals gewoonlijk vindt Jared daarbij een hoop rommel op de zeebodem maar dan vindt hij ook een klein gouden zwaard. Als hij terug duikt om het bijhorende schip te zoeken, stuit hij op een neergestort vliegtuig. Hierop waarschuwt hij Bryce.
In het vliegtuig vinden ze een grote hoeveelheid cocaïne. Ze komen terug boven met een pak. Bryce en Amanda willen het bijhouden, maar daar willen Jared en Sam niets van weten en Jared kiepert de drugs terug in het water. De voorwerpen die ze eerder in het water vonden doen Jared echter vermoeden dat ze op de Zephyr gestuit zijn. Een legendarisch Frans schip uit de 19de eeuw dat boordevol goud zou zitten. Ze willen eerst zekerheid hebben over de identiteit van dat schip en er een claim op leggen en besluiten pas daarna de vondst van het vliegtuig aan te geven.
Ze hebben echter niet de uitrusting om hun onderzoek voort te zetten en gaan het huren. Denkende dat Bryce rijk is, huurt Jared voor 30.000 dollar een expeditieschip en onderzoeksmateriaal. Dan blijkt echter dat Bryce al zijn geld heeft verloren in Las Vegas en aan de grond zit. Bryce stelt dan voor om een deel van de drugs uit het vliegtuig boven te halen en te verkopen. Hier wil Jared echter niet van horen en dus doen Bryce en Amanda het stiekem 's nachts.
Ze willen de drugs verkopen aan nachtclubeigenaar Primo. Die blijkt echter een medewerker te zijn van Reyes, de Britse drugsbaron aan wie het vliegtuig toebehoorde. Die neemt Bryce en Amanda gevangen op zijn luxejacht en van daaruit laat Bryce Jared komen. Die krijgt van Reyes 12 uur de tijd om hem alle drugs terug te bezorgen of anders zouden zijn geliefden vermoord worden. Jared vraagt en krijgt van Reyes de 30.000 dollar die hij nodig acht om de drugs te kunnen bovenhalen. Vervolgens worden ze alle drie terug aan land vrijgelaten.
Daar lichten ze Sam in. Die is diep ongelukkig met het feit dat Jared voor een drugsbaron gaat werken en daarmee al zijn principes overboord zet. Hij probeert haar te overtuigen door te zeggen dat het slechts voor één keer is maar ze zegt dat het over is tussen hen en loopt weg.
Met zijn drieën gaan ze dan 's nachts op expeditie. Met grote blazers op het expeditieschip leggen ze het houten skelet van een scheepswrak bloot. In het ruim vinden ze een scheepsbel waarna ze triomferen want op de bel staat de naam van het schip: Zephyr.
Hierna beginnen ze met het uitladen van de drugs. Amanda, die de pakketten aan een lier vasthangt, wordt aangevallen door een tijgerhaai en gebeten. In allerijl brengen Jared en Bryce haar naar het ziekenhuis waar ze overlijdt aan de verwondingen. Sam hoort van het ongeval en komt ook naar het ziekenhuis.
Als ze op weg naar huis voor een rood licht staan, staat opeens een wagen met Primo en zijn mannen naast hen. De twaalf uur zijn om en ze willen weten waar de drugs blijven. Jared geeft plankgas en er volgt een achtervolging. Als ze even uit het zicht zijn, stapt Jared uit en zegt tegen Bryce en Sam dat ze verder moeten rijden.
Jared loopt op Primo af en biedt hem de schatten in de Zephyr aan. Hij wordt naar Reyes' boot gebracht maar die lijkt verlaten. Als Primo en zijn mannen met pistool in de aanslag gaan kijken worden ze neergeschoten. Als Primo niet terugkomt gaat Jared zelf kijken. Hij vindt hem en Reyes doodgeschoten terug en staat dan plots oog in oog met Bates, een rijke zeeschattenzoeker voor wie Jared vroeger nog gewerkt heeft. Die blijkt nu een drugshandelaar en zakenpartner van Reyes te zijn die dacht dat Reyes hem had verraden. Jared springt in zee en wordt achtervolgd door een motorboot maar hij kan ontsnappen.
Intussen is Sam uit de auto gesprongen en is ze gaan praten met de bevriende politieagent Roy. Als Bryce dat ziet rijdt hij weg. Roy denkt iemand te kennen die hen kan helpen maar wil zelfs zijn baas niet inlichten omdat hij niemand kan vertrouwen nu het om zoveel geld gaat. Roy verraadt Sam echter en brengt haar naar Bates die haar gevangenneemt. Als Roy daarna vraagt om Sam beter te behandelen wordt hij door Bates neergeschoten.
Als Jared Sam opbelt op haar GSM neemt Bates op. Hij wil met Sam als gijzelaar dat Jared hem de locatie van zijn cocaïne geeft. Jared wil echter eerst Sam zien en wordt aan boord van Bates' boot genomen waarop Sam in de machinekamer gevangen zit. Hij krijgt haar even te zien en biedt Bates de Zephyr aan in ruil voor haar vrijlating. Die denkt echter dat de Zephyr niet meer dan een legende is en ze gaan terug aan dek. Dan varen ze de zee op. Aangekomen op de door Jared aangegeven locatie zien ze een witte wolk in het water drijven. Jared zegt dat hij de helft van de drugs al vernietigd heeft en springt in het water om aan de rest te beginnen.
Bates en zijn bemanning duiken achter hem aan om dat te verhinderen en de drugs boven te halen. Intussen vindt Sam een machete en ze hakt Roys hand af om zich te bevrijden. Daarna lokt ze de kraanoperator in de machinekamer door iets stuk te maken en ze sluit hem op. De enige andere man aan boord wordt door een visser die Jared eerder om hulp vroeg van het schip gesleurd. De kraanbediende ontsnapt dan en achtervolgt Sam. De twee vallen al vechtend in zee waar de man wordt gegrepen door een haai.
Op de zeebodem vindt Bates intussen de Zephyr. Zijn bemanning wordt intussen uitgeschakeld door Jared. De twee eindigen in gevecht binnen in het vliegtuig. Jared gebruikt er een zuurstoffles als raket maar mist Bates. De fles raakt de brandstoftank van het vliegtuig, die explodeert. Daarbij komt Bates om het leven. Sam ziet de explosie en springt in het water om Jared te helpen.
Ten slotte is het zes weken later. Jared, Sam en Bryce zijn bezig met het bergen van de Zephyr. Ze proberen een oude kanonsloop boven te hijsen maar de lier breekt en het gevaarte zinkt weer naar beneden. Bij het neerkomen slaat het een gat in het dek van de Zephyr. Jared vindt het niet erg en zegt het morgen opnieuw te zullen proberen. Bryce ziet echter iets in het water en duikt naar beneden. Daar vindt hij goudstaven in het ruim van de Zephyr waarna hij triomferend weer boven water komt.

## Rolbezetting
| Acteur            | Personage |
| ----------------- | --------- |
| Paul Walker       | Jared     |
| Jessica Alba      | Sam       |
| Scott Caan        | Bryce     |
| Ashley Scott      | Amanda    |
| Josh Brolin       | Bates     |
| James Frain       | Reyes     |
| Tyson Beckford    | Primo     |
| Dwayne Adway      | Roy       |
| Javon Frazer      | Danny     |
| Chris Taloa       | Quinn     |
| Peter Bowleg      | Jake      |
| Clifford McIntosh | Kash      |
| Adam Collins      | Raolo     |
| Gill Montie       | Dave      |
| Dan Ballard       | Bob       |